# Fcab
Los Fcabs son fragmentos de anticuerpos diseñados a partir de la región constante de un anticuerpo (Fc). En los anticuerpos naturales (como los IgG), los sitios de unión al antígeno se encuentran en las regiones variables (Fab). 

## Visión general
Los Fcabs pueden expresarse como proteínas solubles o pueden volver a diseñarse en una IgG completa. Por lo tanto, este tipo de anticuerpos puede reconocer dos antígenos diferentes, uno en su región Fab y otro en la región Fc, de ahí el nombre de anticuerpos biespecíficos. Este fragmento de anticuerpo es parte de la tecnología de anticuerpos modular de F-star Biotechnology Ltd. 